# Formato standard
Standard é como se chama, em tipografia no Brasil e em Portugal, ao formato de jornal que possui cerca de 55 cm (cerca de 22 polegadas). É o maior formato desse tipo de publicação, e em outros idiomas recebe, geralmente, o nome inglês de broadsheet.
Genericamente fala-se de um formato standard ou de um formato padrão quando um determinado objecto tem as formas/dimensões geralmente atribuídas a esse objecto.

## Maiores jornais em formato standard

### África do Sul
- Beeld

### Alemanha
- Die Zeit
- Die Welt
- Süddeutsche Zeitung
- Frankfurter Allgemeine Zeitung

### Argentina
- La Nación, único neste formato no país.

### Austrália
- The Age, Melbourne
- The Australian
- The Canberra Times
- The Sydney Morning Herald, Sydney
- Sunraysia Daily

### Brasil
A maioria dos principais jornais brasileiros são em formato standard, incluindo-se as maiores publicações como:
- A Tarde, Salvador
- Tribuna da Bahia, Salvador
- O Globo, Rio de Janeiro
- O Fluminense, Rio de Janeiro
- Jornal do Brasil, Rio de Janeiro
- Folha de S.Paulo, São Paulo
- Estado de Minas, Belo Horizonte
- Diário da Manhã, Goiânia
- O Povo, Fortaleza
- Gazeta do Povo, Curitiba
- A Crítica, Manaus
- Jornal do Commercio, Manaus
- O Liberal, Belém
- Zero Hora, Porto Alegre

### Canadá
- The Globe and Mail
- The National Post
- Toronto Star
- The Gazette, Montreal
- La Presse, Montreal
- Le Devoir, Montreal
- The Ottawa Citizen, Ottawa
- Winnipeg Free Press, Winnipeg
- Halifax Chronicle-Herald
- The Telegram, St. John's
- The Edmonton Journal, Edmonton
- The Calgary Herald, Calgary
- The Vancouver Sun, Vancouver

### Chile
- El Mercurio

### Dinamarca
- Jyllands-Posten
- Politiken

### Emirados Árabes Unidos
- Khaleej Times

### Estados Unidos da América
Os mais importantes jornais norte-americanos em formato standard são:
- The Boston Globe
- The Chicago Tribune
- Houston Chronicle
- Los Angeles Times
- The New York Times
- The Philadelphia Inquirer
- St. Louis Post-Dispatch
- USA Today
- The Wall Street Journal
- The Washington Post
- The Kansas City Star
- The Minneapolis Star Tribune
- Pittsburgh Post-Gazette

### Finlândia
- Helsingin Sanomat
- Aamulehti
- Turun Sanomat
- Kaleva

### Grécia
- Kathimerini

### Holanda
- de Volkskrant
- NRC Handelsblad

### Índia
A maioria dos jornais indianos são em formato standard.
- The DNA
- Deccan Herald
- The Hindu
- The Hindustan Times
- The Indian Express
- The Statesman
- The Telegraph
- The Times of India

### Irlanda
- The Irish Times
- The Irish Examiner
- The Irish Independent

### Israel
- Haaretz
- The Jerusalem Post

### Itália
- La Stampa, Turin
- Corriere della Sera, Milão

### Nova Zelândia
- The New Zealand Herald, Auckland
- The Waikato Times, Hamilton
- The Dominion Post, Wellington
- The Press, Christchurch
- The Otago Daily Times, Dunedin
- The Taranaki Daily News, New Plymouth

### Paquistão
- The News International
- Daily Mail (Pakistan)
- Dawn (newspaper)
- The Star (Pakistan)

### Peru
- El Comercio, Lima

### Polônia
- Gazeta Wyborcza
- Rzeczpospolita (newspaper)
- Dziennik

### Reino Unido
- The Financial Times
- The Daily Telegraph (The Sunday Telegraph)
- The Herald
- The Press and Journal
- The Sunday Times
- The Observer
- The Guardian

### República Dominicana
- Listín Diario
- Hoy
- La Información, Santiago de los Caballeros

### Romênia
- Ziarul de Iasi, Iasi
- Jurnalul National, Bucareste

### Rússia
- Izvestia

### Tailândia
- Bangkok Post
- The Nation

### Uruguai
- Brecha, Montevideo
- Búsqueda, Montevideo
- El Observador, montevideo
- El País, Montevideo
- La Diaria, Montevideo
- La República, Montevideo
- MercoPress, Montevideo
- Últimas Noticias, Montevideo
- El Telégrafo, Paysandú